# ジークフリート・ラップ
ジークフリート・ラップ（Siegfried Rapp, 1917年10月4日 - 1977年）は、ドイツ出身のピアニスト。生没年については、1915年生まれ・1982年没という資料も存在する。

## 経歴
第一次世界大戦期のドイツ帝国でザクセン王国のケムニッツに生まれる。ライプツィヒ音楽院でロベルト・タイヒミュラーに師事した。1938年から第二次世界大戦に従軍したものの、右手を榴散弾で負傷して切断せざるを得なくなり、1943年に退役した。その後は、左手のみのピアニストとして活躍した。
左手用のピアノ曲のレパートリーの拡張に尽力し、セルゲイ・プロコフィエフのピアノ協奏曲第4番を、1956年9月5日に西ベルリンにて、マルティン・リッヒの指揮するベルリン放送交響楽団との共演で初演したことが主な業績として特筆される。この作品は、パウル・ウィトゲンシュタインの依頼で1931年に作曲されたが、依頼者に演奏を拒絶され、長らく日の目を見なかったものであった。

## 脚註
1. ↑  “Koncertní pianisté po ztrátě dominantní pravé ruky”. 2020年9月17日時点のオリジナルよりアーカイブ。2020年9月17日閲覧。
2. ↑  アーカイブ 2016年3月4日 - ウェイバックマシン
3. ↑  “Sergei Bortkiewicz (1877-1952): his life and works”. 2012年8月5日時点のオリジナルよりアーカイブ。2012年8月5日閲覧。